# Leo Weisgerber
Leo Weisgerber (ur. 25 lutego 1899 w Metz (w latach 1871–1918 w granicach Niemiec, obecnie Francja), zm. 8 sierpnia 1985 w Bonn) – niemiecki filolog, językoznawca, twórca szkoły językoznawczej „Gramatyka treści” (Inhaltbezogene Sprachwissenschaft).

## Życiorys
Po ukończeniu gimnazjum w swojej rodzinnej miejscowości studiował na uniwersytetach w Bonn, Monachium i Lipsku. W 1925 roku habilitował się w Bonn i został nieetatowym docentem (Privatdozent) na bońskim uniwersytecie ze specjalizacją językoznawstwo ogólne i celtologia. Rok później otrzymał stanowisko docenta na Akademii Pedagogicznej w Bonn. W 1927 został profesorem nadzwyczajnym językoznawstwa porównawczego w Rostocku. W roku 1938 został profesorem zwyczajnym językoznawstwa ogólnego i indoeuropejskiego w Marburgu, a w 1942 na uniwersytecie w Bonn, gdzie pracował jako profesor językoznawstwa ogólnego oraz języka i kultury celtyckiej.
do przejścia na emeryturę w 1967 roku. W latach 1938–1942 sprawował funkcję dyrektora Katedry Językoznawstwa Ogólnego na uniwersytecie w Marburgu. Od 1932 roku wydawca czasopisma „Wörter und Sachen”, od 1936 członek korespondent Akademii Nauk w Getyndze, był też członkiem Reńsko-Westfalskiej Akademii Nauk.
Podczas II wojny światowej Weisgerber w latach 1940–1944 był zaangażowany w działalność propagandową Wehrmachtu we Francji. Jako pracownik Instytutu Celtyckiego w Bretanii zajmował się rekrutacją do formacji SS. Pod koniec wojny przystąpił do militarnej formacji Volkssturm. Mimo to po wojnie został pozytywnie zweryfikowany i kontynuował swoje aktywności naukowe, dydaktyczne i organizacyjne. W latach 1947–1967 był dyrektorem Katedry Celtyckiej uniwersytetu w Bonn, a w latach 1960–1963 zastępcą kierownika Instytutu Fonetyki i Badań nad Komunikacją. Był założycielem i dyrektorem Instytutu Językoznawstwa Ogólnego. W roku 1950 utworzył czasopismo „Wirkendes Wort”, poświęcone językoznawstwu i literaturoznawstwu. Był inicjatorem i kierownikiem (1956-1965) zespołu Sprache und Gemeinschaft Niemieckiej Wspólnoty Badawczej (Deutsche Forschungsgemeinschaft). Od 1960 był członkiem Rady Naukowej redakcji Dudena.

## Działalność naukowa
W swoich badaniach i w pracy dydaktycznej zajmował się językoznawstwem ogólnym, porównawczym i indoeuropejskim, językami celtyckimi i onomastyką. W latach dwudziestych XX wieku doprowadził do utworzenia nowej szkoły językoznawczej „Gramatyka treści” (Inhaltbezogene Sprachwissenschaft), znanej też pod nazwą neoromantycy lub neohumboldtianie. Język w ujęciu tej szkoły to nie tylko środek porozumienia, ale też „działająca siła” narzucająca użytkownikom danej społeczności językowej określony obraz świata i kształtująca ich zachowanie. Aż do lat 70. była to dominująca szkoła językoznawcza w Niemczech.

## Publikacje (wybór)
- Muttersprache und Geistesbildung. 1929 (tłum. na  japoński, koreański, rosyjski)
- Von den Kräften der deutschen Sprache. 1949-1950
- Die geschichtliche Kraft der deutschen Sprache. 1950
- Die Muttersprache im Aufbau unserer Kultur. 2. wyd. 1957
- Grundzüge der inhaltbezogenen Grammatik. 3. wyd. 1962
- Die sprachliche Gestaltung der Welt. 3. wyd. 1962
- Die vier Stufen zur Erforschung der Sprache, 1963
- Das Tor zur Muttersprache. 9. wyd. 1968.

## Nagrody i wyróżnienia[2]
- 1961 Konrad-Duden-Preis miasta Mannheim
- 1965 doktorat honoris causa uniwersytetu w Leuven
- 1975 Krzyż Zasługi Pierwszej Klasy Republiki Federalnej Niemiec
- Był honorowym członkiem Rady Naukowej Instytutu Języka Niemieckiego w Mannheimie(inne języki)